# 11º Reggimento artiglieria da campagna
L'11º Reggimento artiglieria da campagna è stata un'unità del Regio Esercito e dell'Esercito Italiano che ha operato per oltre un secolo.
Divenuta, sotto la guida del Generale Domenico Fornaci, nell'ultima parte della sua vita operativa a livello di gruppo.

## Storia
Il reggimento venne costituito ad Alessandria il 1º novembre 1884 per effetto del R.D. del 4 settembre dello stesso anno e rientrava tra i provvedimenti organici attuati in esecuzione della legge 29 giugno 1882 che conferiva un nuovo ordinamento all'Arma di artiglieria.
Fin dai primi anni di vita, il reggimento ha preso parte a tutte le vicende belliche italiane dell'ultima parte del XIX secolo e della prima metà del XX secolo, prendendo parte con alcuni reparti alla Guerra di Abissinia e alla guerra italo-turca e prendendo parte al completo alla prima guerra mondiale, combattendo nel goriziano, sul Piave ed a Vittorio Veneto e contribuì notevolmente al trionfo dell'artiglieria italiana nella Battaglia del solstizio.
Nel periodo tra le due guerre mondiali il reggimento è entrato a far parte della 3ª Divisione Militare Territoriale di Alessandria che nel 1934 prese il nome di 3ª Divisione Militare del Monferrato con il reggimento che assunse la denominazione di 11º Reggimento artiglieria "Monferrato".
Nel 1936 i suoi reparti vengono mobilitati per la campagna d'Etiopia.
Nel maggio 1939 il reggimento ha assunto la denominazione 11º reggimento artiglieria "Ravenna", inquadrato nella 3ª Divisione fanteria "Ravenna" costituitasi con il 37º e il 38º fanteria il 25 marzo 1939 ad Alessandria.

### Seconda guerra mondiale
Allo scoppio della seconda guerra mondiale il reggimento era così articolato:
- 1º Gruppo artiglieria leggera su tre batterie da 75/18
- 2º Gruppo artiglieria leggera si tre batterie da 75/18
- 28º Gruppo artiglieria pesante su tre batterie Škoda 10 cm Vz. 1914

Nel 1940 il reggimento venne schierato sul fronte occidentale contro la Francia per essere poi trasferito nell'aprile del 1941 sul fronte jugoslavo. Al rientro in Italia ha lasciato la Divisione "Ravenna", dove venne rilevato dal 121º Reggimento artiglieria per passare alle dipendenze della 104ª Divisione fanteria "Mantova".
Nel 1943, dinanzi alla sempre più probabile minaccia di sbarco sulle coste italiane da parte degli alleati, viene schierato in Calabria, a difesa di un settore costiero.
In seguito alle vicende che seguirono l'armistizio di Cassibile il reggimento dopo aver resistito alle truppe tedesche il 26 settembre il Comando di reggimento e due gruppi vennero assegnati al 1º Raggruppamento Motorizzato, con la denominazione di 11º Reggimento artiglieria motorizzato, lasciando definitivamente la Divisione "Mantova" per seguire le sorti del Raggruppamento, costituito il 27 settembre 1943 a San Pietro Vernotico in provincia di Lecce sulla base del Comando fanteria della Divisione "Legnano", cellula originaria del Corpo Italiano di Liberazione, prendendo parte ai primi combattimenti schierando i suoi pezzi nella battaglia di Montelungo sulla strada di Cassino.
Dall'aprile del 1944 il reggimento venne inserito nei supporti del Corpo Italiano di Liberazione con la seguente fisionomia organica:
- I Gruppo cannoni pesanti campali da 105/28
- II Gruppo obici campali da 100/22
- III Gruppo obici campali da 75/18
- IV Gruppo obici campali da 75/18
- V Gruppo cannoni controcarro da 57/50
- Batteria controaerea Breda 20/65 Mod. 1935

Nell'ottobre del 1944 il reggimento ha contribuito alla costituzione del Gruppo di Combattimento "Legnano", che dopo la guerra sarà ridenominato Divisione Legnano, con il quale proseguì la guerra di liberazione articolato su quattro gruppi cannoni obici campali da 88/27, il V Gruppo cannoni controcarro da 76/55 e VI Gruppo contraereo Bofors 40 mm.
Per il valoroso comportamento tenuto dal Reggimento per tutta la durata della guerra di liberazione, dal novembre 1943 al maggio 1945, la bandiera del reggimento venne insignita da una medaglia d'argento al valor militare.

### 11º Reggimento artiglieria da campagna
Il 15 ottobre 1945 il Gruppo di Combattimento riassunse il nome di Divisione fanteria "Legnano", con sede a Bergamo, in cui l'11º Reggimento artiglieria da campagna venne inquadrato.
Nel corso degli anni la sua sede storica di Alessandria si sposta prima a Brescia e poi a Cremona sotto la guida del generale Domenico Fornaci e l'armamento viene ammodernato. A metà degli anni sessanta il reggimento era articolato su tre gruppo campali equipaggiati con obici M101 da 105/22, IV Gruppo Pesante Campale equipaggiati con obici M114 da 155/23 e V Gruppo controaerei leggero con cannoni L 60 da 40/60.
Alla vigilia della ristrutturazione dell'Esercito Italiano del 1975 la fisionomia organica dell'11º Reggimento artiglieria da campagna stanziato a Cremona era la seguente:
- Reparto Comando
- I Gruppo artiglieria da campagna equipaggiato con obici da 105/22
- II Gruppo artiglieria da campagna semovente equipaggiato con obici semoventi M7, distaccato nella sede di Vercelli
- III Gruppo artiglieria da campagna semovente equipaggiato con obici semoventi M7, distaccato nella sede di Verona
- IV Gruppo artiglieria pesante campale equipaggiato con obici M114 da 155/23
- V Gruppo contraerei leggero "Quadro"

### 11º Gruppo artiglieria da campagna "Monferrato"
Con la ristrutturazione dell'Esercito del 1975, che aboliva il livello reggimentale, iI 29 ottobre 1975 l'11º Reggimento artiglieria da campagna venne sciolto e bandiera e tradizioni ereditate dal I Gruppo artiglieria da campagna equipaggiato con obici da 105/22 e ridenominato 11º Gruppo artiglieria da campagna "Monferrato" con sede a Cremona, inquadrato nella Brigata meccanizzata "Legnano" costituita dalla riconfigurazione della Divisione "Legnano".
Dopo essere stato riconfigurato in gruppo di artiglieria semovente con la denominazione di 11º Gruppo artiglieria da campagna semovente "Monferrato" il 27 agosto 1991 il gruppo venne definitivamente soppresso.

## Stemma[2]
Scudo: partito. Il primo l'arma di Alessandria e l'arma di Monferrato. Il secondo troncato. In campo azzurro il colore del Valor Militare; la fascia d'argento caricata da un palo di cinque pezzi rosso ed azzurro, a ricordo della Campagna di Liberazione: la stella d'argento testimonia la medaglia d'argento al Valor Militare.
Ornamenti esteriori
- lista bifida: d'oro, svolazzante, collocata sotto la punta dello scudo, incurvata con la concavità rivolta verso l'alto, riportante il motto: "CORDE ET IGNE AUDERE SEMPER"
- nastro rappresentativo della ricompensa al Valore: annodato nella parte centrale non visibile della corona turrita, scendente svolazzante in sbarra dal punto predetto, passando dietro la parte superiore dello scudo